# Myrmecozela deserticola
Myrmecozela deserticola är en fjärilsart som beskrevs av Walsingham 1907. Myrmecozela deserticola ingår i släktet Myrmecozela och familjen äkta malar.
Artens utbredningsområde är Algeriet. Inga underarter finns listade i Catalogue of Life.